# Aub
Aub är en stad  i Landkreis Würzburg i Regierungsbezirk Unterfranken i förbundslandet Bayern i Tyskland.
Staden ingår i kommunalförbundet Aub tillsammans med köpingen Gelchsheim och kommunen Sonderhofen.